# Sciara microtricha
Sciara microtricha är en tvåvingeart som beskrevs av Edwards 1928. Sciara microtricha ingår i släktet Sciara och familjen sorgmyggor. Inga underarter finns listade i Catalogue of Life.